# Niklaas Desparsstraat
De Niklaas Desparsstraat is een straat in het historische centrum van de stad Brugge.

## Beschrijving
In de middeleeuwen had men het over de Pluimstraat. In de 17e eeuw werd die naam stilaan verdrongen en werd het de Bezemstraat. Beide namen waren waarschijnlijk ontleend aan huizen in de straat die deze namen droegen. In een lijst van straatnamen in 1850 stond ze nog vermeld als Bezemstraat - Rue du Balai.
In 1864 en volgende jaren vond er in verband met de bouw van een nieuwe stadsschouwburg een grondige sanering plaats in de wijk tussen Kuipersstraat en Vlamingstraat. De Bezemstraat werd verbreed en aan de noordkant kwam een heel nieuw gevelfront van herenhuizen, in bescheiden Haussmanniaanse stijl. Het stadsbestuur vond dat het gewenst was aan deze vernieuwde straat, op een steenworp van de Grote Markt, een wat voornamere naam te geven. Ze koos voor een persoonsnaam, die van Nicolaas Despars (1522-1597). Die burgemeester van de stad Brugge was opnieuw in de belangstelling gekomen doordat zijn omvangrijke Chronycke van den Lande en graefscepe van Vlaenderen in 1837-1840 door Jan-Antoon De Jonghe was heruitgegeven, op basis van het handschrift dat bij de nazaten van Despars, de familie de Croeser de Berges, bewaard werd en dat nadien in het bezit kwam van de Brugse openbare bibliotheek.

## Fotogalerij

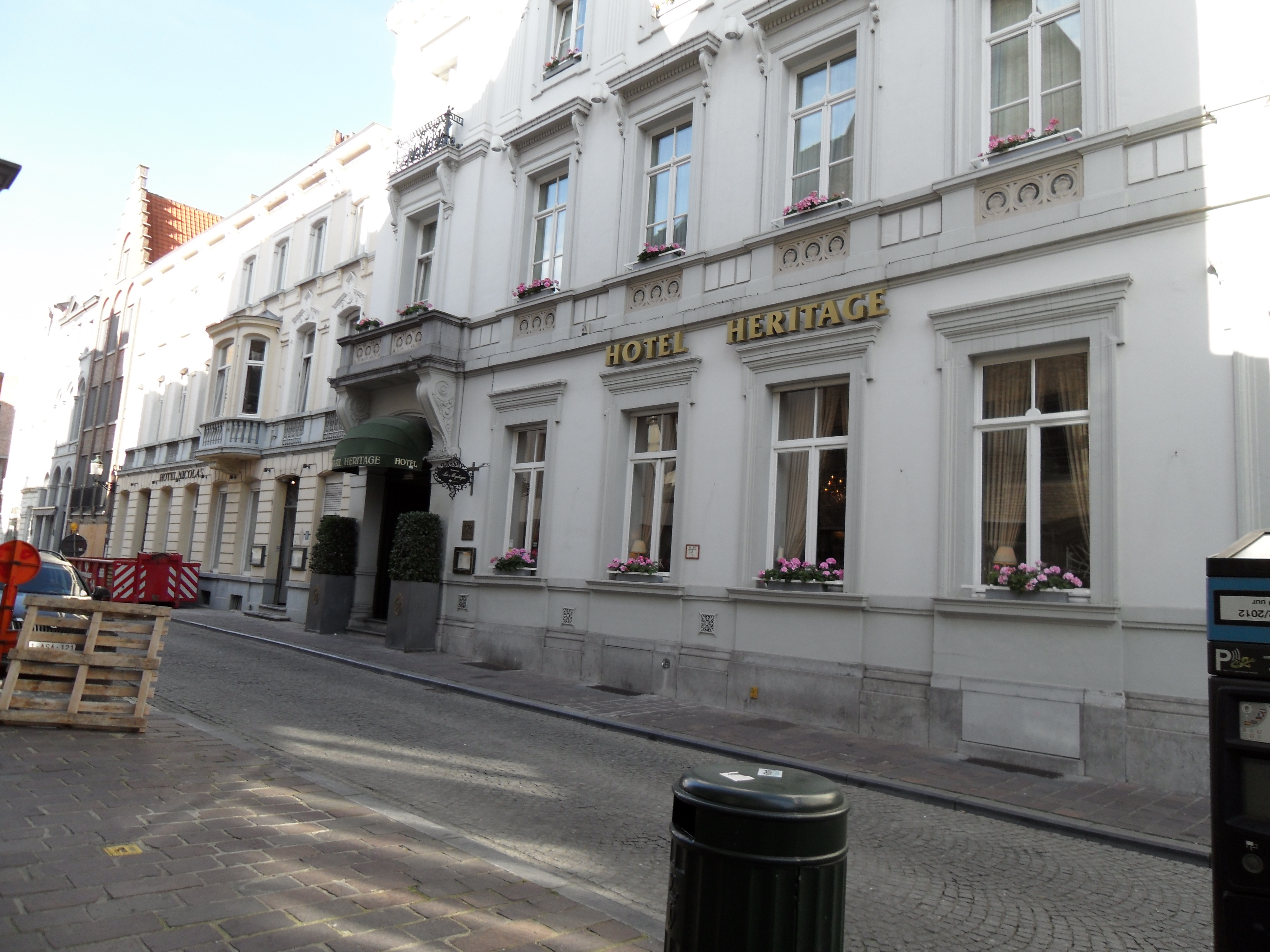
Herenhuizen in de Niklaas Desparsstraat
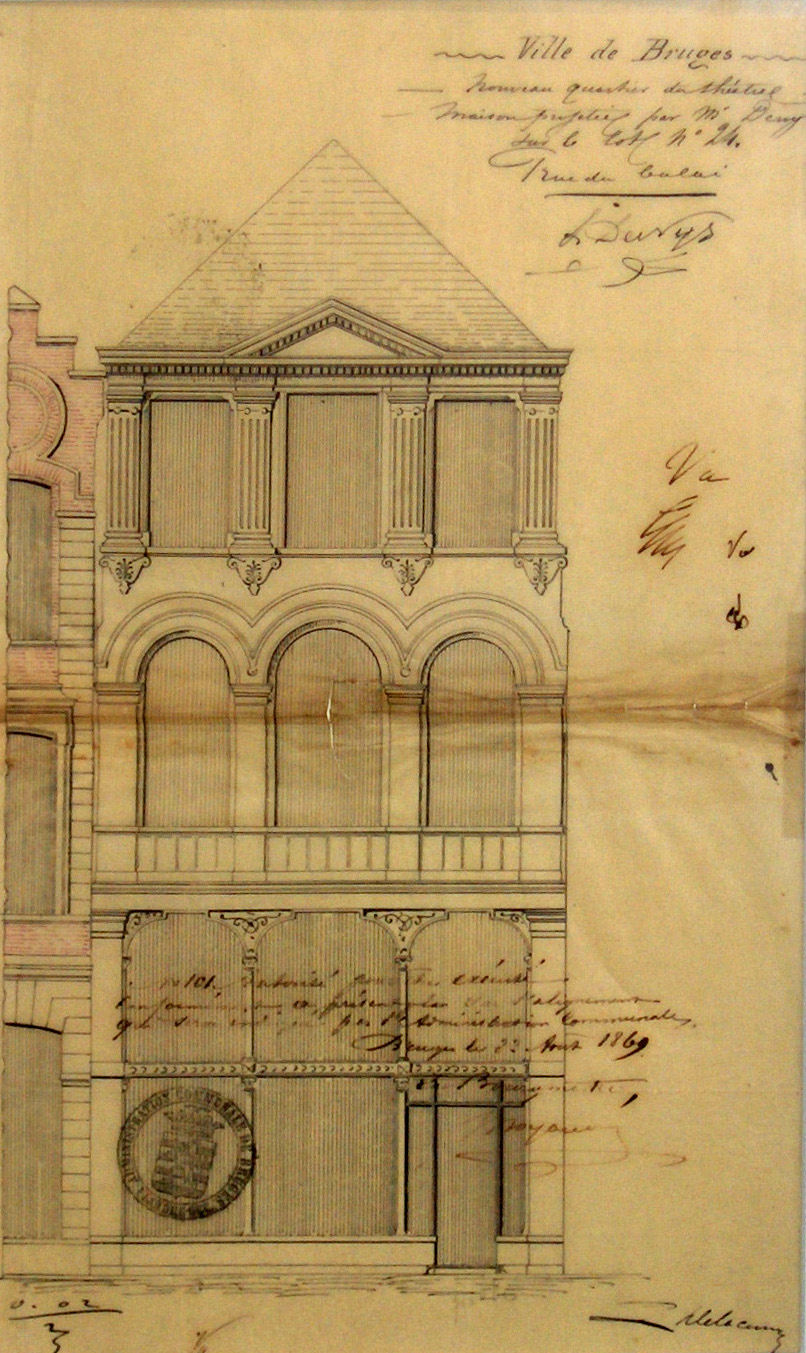
Ontwerp van het huis Niklaas Desparsstraat 3 door Louis Delacenserie